# Skaliczki László
Skaliczki László (Újkígyós, 1955. április 7. –) magyar kézilabdaedző.

## Pályafutása
Általános iskolai tanulmányait Újkígyóson végezte, majd a középiskolai tanulmányai befejezése után a Szegedi Juhász Gyula Tanárképző Főiskola matematika-fizika szakán szerzett tanári képesítést, ugyanitt később testnevelés szakon szerzett oklevelet, a Testnevelési Főiskolán pedig edzői képesítést.
Az újkígyósi általános iskolában tanárként dolgozott 1978-tól 1992-ig. Újkígyóson a utánpótlás-kézilabdacsapat edzője, majd az NB II-es férfi kézilabdacsapat vezető edzője volt, 1989-től 1990-ig a békéscsabai férfi ifjúsági kézilabdacsapat edzője, majd 1992-ig a békéscsabai NB I-es férfi kézilabdacsapat vezető edzőjeként tevékenykedett.
1994-ben részt vett az Európai Kézilabda-szövetség lektori kurzusán Bécsben, 2000-ben az Európai Kézilabda-szövetség szimpóziumán Zágrábban, majd ugyanebben az évben a Nemzetközi Kézilabda-szövetség szimpóziumán Tunéziában. 2001-ben az Európai Kézilabda-szövetség mesteredzői képesítését szerezte meg, 2002-ben a Nemzetközi Kézilabda-szövetség szimpóziumán vett részt Lisszabonban.
1992-től 1994-ig a magyar férfi ifjúsági kézilabda-válogatott edzője.
1992-től 1995-ig a Komlói BSK NB I-es férfi kézilabdacsapat vezető edzője, majd 1998-ig a Pick Szeged NB I-es férfi kézilabdacsapat edzője, ezt követően 1998-ban a magyar férfi kézilabda-válogatott edzője. 1998—99-ben a Tiszavasvári SE NB I/B férfi kézilabdacsapat vezető edzője, majd 1999-től 2001-ig a Dunaferr SE NB I-es férfi kézilabdacsapat vezető edzője.
2001 és 2008 között a magyar férfi kézilabda-válogatott szövetségi kapitánya. 1996-tól napjainkig a Magyar Kézilabda-szövetség edzői bizottságának tagja.

## Elismerései
- 1982-ben kiváló oktató-nevelő munkáért miniszteri dicséretet kapott.
- 1988-ban az utánpótlás neveléséért „Kiváló Társadalmi Munkáért” jelvényt kapott Újkígyóson.
- 1996-ban az „Év edzője — Dél-Magyarország” címet kapta Szegeden.
- 1999-ben Vasvári Pál-emlékplakettet kapott Tiszavasváriban.
- 2001-ben jubileumi kézilabdás emlékérmet kapott Újkígyóson.
- 2005 Mesteredző
- 2020 Magyar Kézilabdázásért Emlékérem[1]

## eredményei

### Játékosként
- 1975-ben az NB I/B első helyén végzett csapatban játszott a Szegedi Volán SC-nél.
- 1976-ban a Magyar Köztársaság Kupa I. helyét érte el a Szegedi Volán SC, amelyben játékosként sportolt.
- 1984-ben az NB II első helyét érte el az újkígyósi kézilabdacsapat, amelyben játékosként játszott Skaliczki László.

### Edzőként
- 1981-ben az Újkígyósi Általános Iskola általa irányított kézilabdacsapata az úttörőolimpián első helyen végzett.
- 1988-ban a diákolimpián az Újkígyósi Általános Iskola kézilabdacsapata második helyet ért el.
- 1994-ben a magyar ifjúsági válogatott Skaliczki László irányításával az Európa-bajnokságon 8. helyen végzett.
- 1996-ban a Szeged Pick NB I-es kézilabdacsapat az első helyen végzett, ugyanez a csapat a Magyar Kupa viadalon a második helyet szerezte meg.
- 1997-ben a Szeged Pick kézilabdacsapat a harmadik helyen, a Magyar Kupa viadalon ugyancsak harmadik helyen végzett.
- 1999-ben az NB I/B-s tiszavasvári kézilabdacsapat az első helyen végzett.
- A Dunaferr SE edzőjeként 2000-ben KEK (Kupacsapatok Európa-kupája) -döntős, a Magyar Kupa harmadik helyezését érte el, az NB I első helyén végzett, az Európai Szuper Kupa versenyen pedig harmadik lett.
- 2001-ben az NB I második helyén, a Magyar Kupa versenyen első helyen végzett a Dunaferr SE ugyancsak Skaliczki László vezetésével.
- 2002-ben a magyar felnőtt férfi kézilabda-válogatott kivívta a világbajnokságon való részvételt az irányításával.
- 2010-től a Pick-Szeged vezetőedzője.

Nős, felesége Nagy Anna Mária. Két gyermekük van: Dóra és László.